# Christy Walton
Christy Ruth Walton (născută Tallant, 8 februarie 1949) este fosta soție a lui John T. Walton (decedat în 27 iunie 2005), unul dintre fii lui Sam Walton, fondatorul Walmart.
În iunie 2005, ea a moștenit averea soțului ei de 18,2 miliarde de dolari. Christy Walton este cea mai bogată femeie din lume, cu o avere de 41,7 miliarde de dolari conform Forbes (ianuarie 2016).